# Cryptoperla fujianica
Cryptoperla fujianica är en bäcksländeart som beskrevs av Ignac Sivec 1995. Cryptoperla fujianica ingår i släktet Cryptoperla och familjen Peltoperlidae. Inga underarter finns listade i Catalogue of Life.